# Аугустиньский, Анджей
Анджей Аугустиньский (пол. Jędrzej Augustyński; 1917—1944) — польский разведчик-харцер, подпоручик Армии Крайовой, участник Варшавского восстания.

## Биография
Сын Зыгмунта Аугустиньского, редактора «Газеты Людовой», и Евгении Аугустиньской (в девичестве Бартенбах). Племянник Яна Аугустиньского, директора гимназии в Гданьске. Окончил Варшавские гимназию и лицей имени Стефана Батория в 1935 году. Был харцером и инструктором (то есть квартирмейстером) 23-го щепа Варшавских харценских дружин «Помаранчарня». В годы немецкой оккупации работал в подполье.
В 1943 году женился на Янине Зелевич, также деятельнице харцерства. С ней служил в Харцерской роте батальона «Густав» боевой группы Армии Крайовой «Руг»: Янина была сестрой милосердия, а Анджей — квартирмейстером.
13 августа 1944 Янина и Анджей, сражаясь в Варшаве на улице Килиньского, погибли от взрыва немецкой машины-смертника Borgward IV. Их имена упоминаются на Военном кладбище в Варшаве.